# Die Jugend

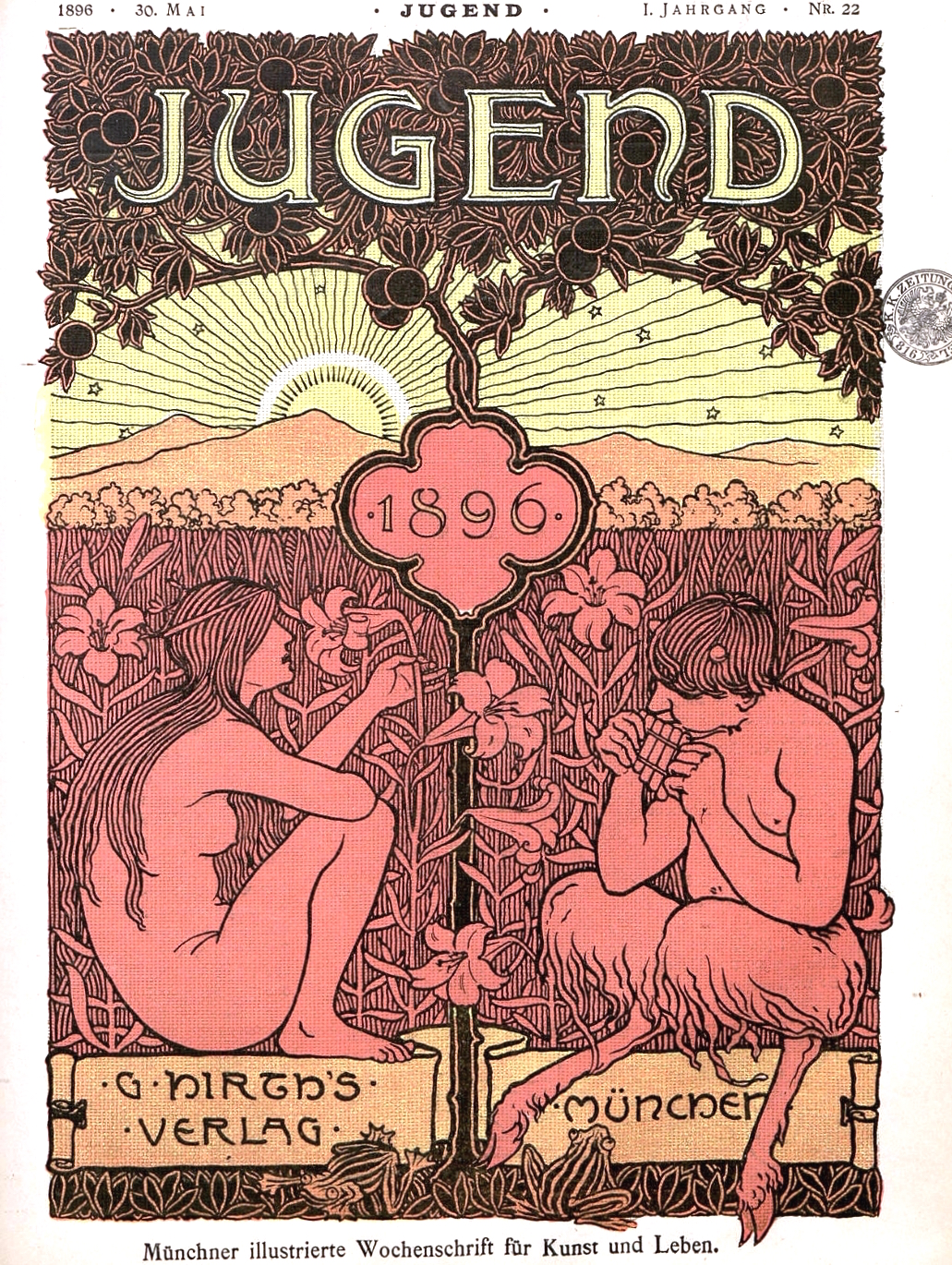
Cover van een uitgave van Die Jugend in 1896.

Die Jugend was een door Georg Hirth opgericht kunst- en literatuurtijdschrift, dat van 1896 tot 1940 in München verscheen. Enkele jaren na het overlijden van Hirth werd Franz Schoenberner uitgever van het blad.
Die Jugend was de naamgever van de kunststroming jugendstil. Het blad viel op door de eigenzinnige opmaak in wat jugendstil zou gaan heten en droeg bij aan discussies over esthetica. Naast de moderne illustraties en opmaak schonk het blad vooral aandacht aan satirische en kritische bijdragen over actuele maatschappelijke vraagstukken. Vaste auteurs waren onder meer Georg Bötticher, Franz Kunzendorf en de ook voor Simplicissimus werkzame Ludwig Thoma.
Al voor de Eerste Wereldoorlog werd Die Jugend toenemend vatbaar voor nationalistische standpunten en verwerd steeds meer tot een provinciaal blad. Sedert het midden van de jaren 20 van de 20e eeuw kon het echter opnieuw een jongere generatie aantrekken. In 1927 werd Franz Schoenberner, die eveneens publiceerde in Simplicissimus, aangetrokken als redacteur. In die periode werden bijdragen van Kurt Tucholsky, Erich Kästner en tekeningen van George Grosz in het blad gedrukt en deed het zich weer gelden als een intellectueel scherp en kritisch tijdschrift.  
Vanaf de machtswisseling in 1933 sloeg het blad, net als het weekblad Simplicissimus, een serviele koers ten opzichte van de nationaalsocialisten in. Desondanks werd de verschijning in 1940 verboden.

## Kunstenaars
| - Karl Arnold - Ernst Barlach - Arnold Böcklin - Hans Christiansen - Otto Eckmann - Albert von Keller - George Grosz | - Ferdinand Hodler - Alfred Kubin - Max Slevogt - Hans Thoma - Albert Weisgerber - Heinrich Zille |

## Auteurs
- Georg Bötticher
- Karl Ettlinger
- Erich Kästner
- Hermann Kesten
- Roda Roda
- Franz Schoenberner
- Ludwig Thoma
- Kurt Tucholsky